# Chlamydiose
Cet article concerne l'IST provoquée par Chlamydia trachomatis. Pour infection pulmonaire à Chlamydophila psittaci, voir Chlamydiose aviaire.
 Mise en garde médicale
On désigne habituellement sous le terme de chlamydiose les infections en rapport avec l'agent infectieux du genre Chlamydia comme Chlamydia trachomatis ou Chlamydophila psittaci. 
Le sérotype C. trachomatis est la cause d'une infection sexuellement transmissible.
Les sérotypes D à K des Chlamydia sont responsables des infections qui se manifestent par des conjonctivites.
Les Chlamydia semblent aussi prendre une place croissante parmi les infections respiratoires chez les personnes en contact avec les oiseaux, C trachomatis touchant surtout le nouveau-né. Les chlamydioses respiratoires peuvent se présenter comme des pharyngites, bronchites ou encore par une pneumopathie atypique.

## C. trachomatis
Cette bactérie est à transmission inter-humaine stricte. 4 % des jeunes au minimum sont atteints, conduisant certains pays à faire un dépistage systématique en raison des coûts des complications de l'infection génitale à Chlamydia trachomatis responsable d'infertilité par destruction de l'épithélium de la trompe entraînant une augmentation du nombre de grossesses extra-utérines.
Cette infection est le plus souvent silencieuse et ce n'est que lors des investigations effectuées dans le cadre d'un bilan d'une infertilité que cette infection (ou du moins ses séquelles) est découverte.
Le diagnostic est grandement facilité par la recherche directe des acides nucléiques de la bactérie par amplification génique (PCR).

## Épidémiologie
C'est la plus fréquente des infections sexuellement transmissibles  bactériennes.
Cette infection est fréquente chez les jeunes actifs sexuellement. Les cas sont les plus nombreux chez les femmes de 15 à 24 ans (incidence chez les femmes de 15 à 19 ans : 1 109/100 000 habitants ; chez les femmes de 20 à 24 ans : 1 042/100 000 habitants. Plus de 50 % des hommes et de 70 % des femmes peuvent être asymptomatiques. La prévalence atteindrait 5 % de la population entre 20 et 24 ans en Grande-Bretagne.
Chez les cas symptomatiques, la période d'incubation varie entre 24 heures et 6 semaines, mais elle peut être plus longue.
Une infection chronique symptomatique est possible.
Neisseria gonorrhoeae est occasionnellement associé à Chlamydia trachomatis, avec une symptomatologie proche, justifiant un traitement associé systématique.

## Maladies professionnelles
Certaines chlamydioses d'origine aviaires peuvent être des maladies professionnelles. Manifestement sous-estimées et écoépidémiologiquement mal surveillées, elles sont probablement sous-estimées et pourraient devenir plus fréquente avec le développement des élevages industriels de volaille, la perte de diversité génétique des volailles et le commerce international des oiseaux et volailles.
« La survenue de plusieurs épidémies dans la filière avicole (notamment de dindes et de canards) et de nombreuses hospitalisations pour formes graves obligent à reconsidérer ce risque infectieux, au regard des nouvelles méthodes d'élevage et d'abattage. Une meilleure connaissance de leur prévalence permettrait de définir une politique pertinente d'information et de prévention », ce qui se met en place en France dans les années 2000 avec la MSA.

## Manifestations génitales de la maladie

cervicite chlamydieuse chez une patiente, caractérisée par un aspect mucopurulent de la zone cervicale, un érythème et une inflammation des muqueuses.

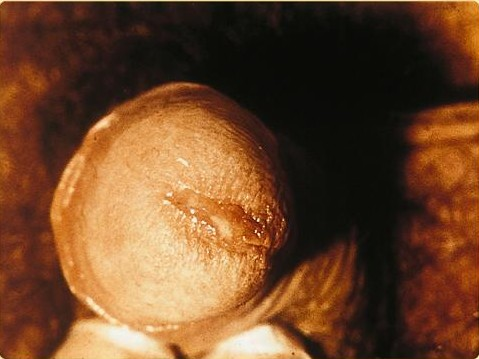
Émission purulente liquide claire à blanchâtre à partir du méat urinaire chez un patient masculin, dans ce cas causée par une chlamydiose sexuellement transmissible

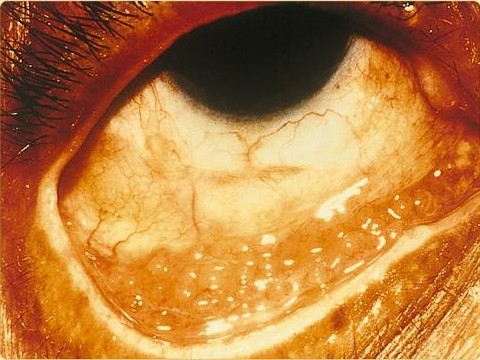
Conjonctivite infectieuse due à une bactérie du genre chlamydia

Chez les deux sexes, la maladie peut se manifester par une hypofertilité, une rectite, une conjonctivite, un syndrome de Reiter.
Les enfants nés de mère infectée peuvent développer des troubles visuels ou respiratoires comme la pneumonie.

### Chez la femme
L'infection est le plus souvent asymptomatique.
Elle peut se manifester par une cervico-vaginite sous forme de  métrorragies (saignements en dehors des règles), leucorrhées (écoulements blanchâtres par le vagin), d'une dysurie (difficulté à uriner pour laquelle il convient d'éliminer une infection urinaire), une  urétrite.
Plus rarement peut exister une périhépatite ou syndrome de Fitz-Hugh-Curtis.

### Chez l'homme
L'infection est également fréquemment asymptomatique.
Elle peut se manifester par une urétrite sous forme de sécrétion à l'extrémité de la verge, par une dysurie, par des démangeaisons des testicules, une sensation de picotement au niveau de l’urètre, un petit bouton rouge.
Il peut exister une orchi-épididymite se manifestant par des douleurs aux testicules.

## Évolution
L'évolution spontanée des formes asymptomatiques se fait souvent vers la guérison (attesté par la disparition de toute trace bactérienne à la PCR) au bout de quelques années.

### Chez la femme
La principale complication est la survenue d'une salpingite (infection des trompes), pouvant entraîner une stérilité  et des douleurs pelviennes chroniques. Elle survient jusqu'à dans un tiers des cas et le risque d'infertilité atteint alors 10 à 20 %. Le risque de grossesse extra-utérine est contradictoire suivant les études,  majoré ou diminué.
Chez le nouveau-né d'une femme enceinte porteuse de chlamydiose, peut survenir dans 20 % des cas une conjonctivite, ou une  pneumonie deux à trois mois après la naissance.

## Diagnostic
La méthode de choix est la recherche directe des acides nucléiques de la bactérie par amplification génétique. Elle peut être pratiquée sur un simple jet d'urine chez l'homme ou chez la femme, mais également sur un prélèvement au niveau de l'endocol ou de l'urètre chez l'homme. L’échantillon doit inclure des cellules épithéliales, car c'est une bactérie intracellulaire obligatoire. Les sécrétions génitales peuvent ne pas contenir un grand nombre de ces cellules. En France, la sécurité sociale ne rembourse que la recherche sur un seul site (ne rembourse pas une recherche dans les urines et un prélèvement de l'endocol). Le coût de cet examen est de 23 € (2005).
La sérologie (dosage des anticorps) ne contribue pas au diagnostic des infections basses à Chlamydia trachomatis et est rarement utile dans le diagnostic des infections pelviennes chez la femme.
La culture cellulaire est restée longtemps la méthode de référence. Elle nécessite un prélèvement riche en cellules (écouvillon en plastique) et une technique parfaite de prélèvement et de transport.
La détection des antigènes chlamydiens est une autre méthode possible.

## Traitement
Le traitement de la chlamydiose non compliquée repose sur la prescription d'antibiotiques.
Pour le traitement de l'urétrite, de l'azithromycine 1000 mg en prise unique (Zithromax Monodose) peut être prescrit. La doxycycline (100 mg * 2 pendant 7 jours), l'érythromycine (1000 mg *2 pendant 7 jours) ou l'ofloxacine (300 mg * 2 pendant 7 jours) est également possible. Les trois premiers traitements sont équivalents en matière d'efficacité.
Le préservatif est fortement conseillé durant le traitement et 7 jours après, soit 7 jours en cas de traitement monodose, 14 pour un traitement "classique".
Il faut naturellement rechercher et traiter les partenaires des deux derniers mois, ainsi que rechercher d'autres maladies sexuellement transmissibles.
Le contrôle de la guérison se fait par une PCR (amplification génique) de contrôle un mois après la fin du traitement, la sérologie n'ayant aucun intérêt.

## Dépistage
Il existe une politique de dépistage systématique du Chlamydia trachomatis dans les pays d'Europe du Nord par recherche du chlamydia dans les urines lors de l'inscription universitaire. En 2003, l'Agence Nationale pour l'évaluation de la santé (France) conclut que le dépistage est justifié — même en l'absence de signes cliniques — dans les dispensaires antivénériens, les centres de dépistage anonyme et gratuit du sida, les centres de planification et d'éducation familiale ainsi que les centres d'I.V.G chez les femmes de moins de 25 ans.